# Elena Jiménez (escritora)
Elena del Pilar Jiménez-Pérez (Málaga, 9 de  marzo de 1975) es una investigadora y profesora española, además de escritora literaria.

## Biografía
Elena nació en Málaga capital en el seno de una familia de clase trabajadora. A pesar de que tuvo tropiezos en los estudios de bachillerato cuando trabajó como modelo, los retoma y realiza estudios doctorales en la Universidad de Málaga obteniendo el doctorado en el Departamento de Didáctica de las Lenguas y la Literatura, especializándose en comprensión lectora, fomento de la lectura y TIC. Actualmente, trabaja como profesora acreditada catedrática en el Departamento de Didáctica de las Lenguas, las Artes y el Deporte de la Universidad de Málaga, aunque también ha pasado por otras universidades como la de Jaén, Granada o Huelva.

## Trayectoria profesional
Su línea de investigación inicial versaba en competencia lectora, pero en la actualidad se ha especializado en competencias clave (creativa, crítica, lectora, digital, bienestar...) desde una perspectiva neuroeducativa, así como uso de IA generativa en el aula, siendo una de las investigadoras más citadas del mundo en su especialidad según ResearchGate. Ha ganado por sus investigaciones varios premios (Samsung de Innovación Educativa, Octaedro...).

## Escritora
Comenzó su carrera como escritora con libros de enseñanza de español como Un inventor en la Guerra Civil, publicado por la editorial Edelsa, y obtuvo un inesperado y relativo éxito en 2010 con El Espíritu Eterno, su primera novela en Internet. Su última novela, Venus al alba salió a la venta en Amazon (2016) y su booktrailer (+ 35.000 visitas) supera en visitas a los de autores como Almudena Grandes.
Elena del Pilar Jiménez Pérez fue la creadora de espacios de divulgación científica La silla del oso, espacio divulgativo emitido por la primera cadena de radio española en oyentes, Cadena Ser, en Andalucía, y publicado por La Opinión en la provincia de Málaga, sobre comprensión lectora basado en el fomento de la lectura basado y en el aprendizaje de vocabulario.
La piel del alma, su bitácora, es un blog de humor que cuida la expresión ortotipográficamente para que los lectores puedan disfrutar aprendiendo la norma española basada en las publicaciones de la Real Academia Española.
En la actualidad, Elena del Pilar Jiménez Pérez es la responsable del Congreso Internacional Virtual de Educación Lectora, CIVEL. Ha sido conferenciante junto al padre de las Inteligencias Múltiples, Howard Gardner, considerándola este como su colega. Miembro del Observatorio de la Lectura en Andalucía, presidenta de la Asociación Española de Comprensión Lectora, hispanista reconocida por el Instituto Cervantes, coordinadora del máster en Educación Lectora de la Universidad de Málaga, directora de la revista científica ISL (indexada en Scopus y la Web of Science), Investigaciones Sobre Lectura. Es Embajadora de la Paz por la Federación para la Paz Universal (Perú).
Colabora con diversas editoriales sobre su especialidad, las competencias según Europa: crítica, creativa, digital, docente o lectora, publicando, asesorando o dando conferencias como en SM, Edelsa, Santillana o Esfera. Y es conferenciante en Europa y Latinoamérica.

## Obra

### Venus al alba
Su booktrailer  supera los 2.5k Likes y 36k visualizaciones y fue nº1 en ventas en Amazon poco después de su lanzamiento, habiendo sido leído por personalidades relevantes del mundo de la cultura como Antonio de la Torre.

### El Espíritu Eterno
Esta es una novela histórica que mezcla la ficción con la realidad y que se ha utilizado en diferentes universidades e institutos de España como texto para el entrenamiento de la comprensión lectora, fundamentalmente porque mezcla riqueza de vocabulario y motivación por la historia que narra. Además, los profesores pueden usar un programa informático multimedia para sus clases. Fue elegido por la Junta de Andalucía para conmemorar el Día del Libro 2009 junto a Benedetti o Machado.

### Leer nos hace humanos
Obra dedicada a la divulgación de la lectura, publicada en la editorial Octaedro.

## Publicaciones
- Jiménez, Elena (2015). Venus al alba. Internacional: Amazon. ISBN 978-1514341094.
- Jiménez, Elena (2009). El Espíritu Eterno. España: Esfera Ed. ISBN 978-8461251476.
- Jiménez, Elena (2008). Un inventor en la Guerra Civil. España: Edelsa. ISBN 978-84-7711-633-2.